# Psyllototus
Psyllototus là một chi bọ cánh cứng tuyệt chủng được phát hiện ở khu vực ngày nay là vào cuối Thế Eocen.